# Берёзовка (Мирнинский район)
Берёзовка (якут. Берёзовка) — село в Мирнинском районе Республики Саха (Якутия) России. Входит в городское поселение город Мирный.

## География
Село находится в западной части Якутии, в пределах Верхневилюйского плато, к югу от реки Ирелях, на расстоянии 10 километров от города Мирный, административного центра района. Абсолютная высота — 289 метров над уровнем моря.
Климат
Климат характеризуется как резко континентальный, с продолжительной морозной зимой и жарким летом. Абсолютный минимум температуры воздуха самого холодного месяца составляет −65 °C; абсолютный максимум самого тёплого месяца — 37 °C..
Часовой пояс
Село Берёзовка находится в часовой зоне МСК+6. Смещение применяемого времени относительно UTC составляет +9:00.

## История
В 2023 году село Берёзовка передано из городского поселения посёлок Алмазный в городское поселение город Мирный.

## Население
| 2002 | 2010 | 2021 |
| ---- | ---- | ---- |
| 20   | ↘11  | ↘5   |

Половой состав
По данным Всероссийской переписи населения 2010 года в гендерной структуре населения мужчины составляли 45,5 %, женщины — соответственно 54,5 %.
Национальный состав
Согласно результатам переписи 2002 года, в национальной структуре населения русские составляли 70 % из 20 чел.